# Ски свободен стил на зимните олимпийски игри 2010
Състезанията по ски свободен стил на зимните олимпийски игри през 2010 г. се провеждат от 13 до 25 февруари 2010 г. в планината Сайпръс. На тази олимпиада се провеждат за първи път състезания в дисциплината ски крос.

## Дисциплини

### Спускане по бабуни жени
Спускането по бабуни за жени печели американката Хана Кърни, пред канадката Дженифър Хейл (шампионка от Торино 2006) и американката Шанън Бърк. 
| Място | Име           | Държава | Точки | Бележки |
| ----- | ------------- | ------- | ----- | ------- |
| 01    | Хана Кърни    | САЩ     | 26.63 |         |
| 02    | Дженифър Хейл | Канада  | 25.69 |         |
| 03    | Шанън Бърк    | САЩ     | 25.43 |         |

### Спускане по бабуни мъже
Състезанието по бабуни при мъжете се провежда на 14 февруари 2010. Шампион е канадецът Александър Билодо. Това го прави първият канадец, спечелил златен олимпийски медал от олимпийски игри в Канада. Втори и трети завършват австралиецът Дейл Бег-Смит, който е олимпийски шампион от Торино 2006, и американецът Брайън Уилсън. 
| Място | Име               | Държава   | Точки | Бележки |
| ----- | ----------------- | --------- | ----- | ------- |
| 01    | Александър Билодо | Канада    | 26.75 |         |
| 02    | Дейл Бег-Смит     | Австралия | 26.58 |         |
| 03    | Брайън Уилсън     | САЩ       | 26.08 |         |

### Крос мъже
Състезанието по крос за мъже се провежда на 20 февруари 2010. Златният медал печели немецът Михаел Шмид пред австриеца Андреас Мат и норвежеца Аудун Грьонволд.
| Място | Име             | Държава  | Бележки |
| ----- | --------------- | -------- | ------- |
| 01    | Михаел Шмид     | Германия |         |
| 02    | Андреас Мат     | Австрия  |         |
| 03    | Аудун Грьонволд | Норвегия |         |

### Крос жени
Състезанието по крос за жени се провежда на 23 февруари 2010. Печели фаворитката Ашли МакАйвър от Канада, пред норвежката Хеда Бернтсен и французойката Марион Жосеран. 
| Място | Име            | Държава  | Бележки |
| ----- | -------------- | -------- | ------- |
| 01    | Ашли МакАйвър  | Канада   |         |
| 02    | Хеда Бернтсен  | Норвегия |         |
| 03    | Марион Жосеран | Франция  |         |

### Скокове от рампа жени
Състезанието по скокове от рампа за жени се провежда на 23 февруари 2010. Победителка е австралийката Лидия Ласила пред китайките Нина Ли и Ксинксин Ги. 
| Място | Име          | Държава   | Точки  | Бележки |
| ----- | ------------ | --------- | ------ | ------- |
| 01    | Лидия Ласила | Австралия | 214.74 |         |
| 02    | Нина Ли      | Китай     | 207.23 |         |
| 03    | Ксинксин Ги  | Китай     | 205.22 |         |

### Скокове от рампа мъже
Състезанието по скокове от рампа за мъже се провежда на 23 февруари 2010. Победител е бронзовият медалист от Торино 2006 Алексей Гришин от Беларус. Това е първи медал за Беларус от Олимпиадата. Второто и третото място заемат американеца Джерет Петерсън и китаеца Чжунцин Лиу. Джерет Петерсен прави най-трудния скок във втория си скок, но сборът от двата скока му отрежда второто място. 
| Място | Име             | Държава | Точки  | Бележки |
| ----- | --------------- | ------- | ------ | ------- |
| 01    | Алексей Гришин  | Беларус | 248.41 |         |
| 02    | Джерет Петерсън | САЩ     | 247.21 |         |
| 03    | Чжунцин Лиу     | Китай   | 242.53 |         |